# Зілім-Караново
Зілі́м-Кара́ново (рос. Зилим-Караново, башк. Еҙем-Ҡаран) — село у складі Гафурійського району Башкортостану, Росія. Адміністративний центр Зілім-Карановської сільської ради.
Населення — 431 особа (2010; 494 в 2002).
Національний склад:
- башкири — 84%

## Відомі люди
- Мажит Гафурі — башкирський і татарський письменник та поет.